# Лоївський Леонід Миколайович
Леоні́д Микола́йович Лої́вський (нар. 15 лютого 1961, Вінниця) — український тренер (бокс). Майстер спорту (1989). Заслужений тренер України (1997). Орден «За заслуги» III ступеня (2021).

## Життєпис
Після закінчення Вінницького політехнічного (1983) та педагогічного (1995) інститутів у 1999—2007 роках працював старшим тренером молодіжної збірної команди України, а в 2004 — головним тренером національної олімпійської збірної команди України.
Нині — тренер Вінницької школи вищої спортивної майстерності (від 2000) та спортивного клубу «Нокаут» (від 2012).
Тренував Миколу Буценка, Максима Третяка, І. Яцкова, майстра спорту міжнародного класу Р. Манченка.